# نورث كينسينغتون (ماريلند)
نورث كينسينغتون (بالإنجليزية: North Kensington CDP, Maryland)‏ هي منطقة سكنية تقع بولاية ماريلند في الولايات المتحدة. تبلغ مساحتها 4.0 كم2، وترتفع عن سطح البحر 97 م، بلغ عدد سكانها 9,514 نسمة في عام 2010 حسب إحصاء مكتب تعداد الولايات المتحدة وتصل الكثافة السكانية فيها 2,378.5 نسمة لكل كيلومتر مربع (6,160.3/ميل2).

## التركيبة السكانية
حدّد مكتب تعداد الولايات المتحدة بيانات التركيبة السكانية لنورث كينسينغتون في تعداد الولايات المتحدة. في ما يلي، التركيبة السكانية حسب تعدادي 2000 و2010.

### تعداد عام 2000
بلغ عدد سكان نورث كينسينغتون 8,940 نسمة بحسب تعداد عام 2000، وبلغ عدد الأسر 3,527 أسرة وعدد العائلات 2,198 عائلة مقيمة في المنطقة السكنية. في حين سجلت الكثافة السكانية 2,235 نسمة لكل كيلومتر مربع (5,788.6/ميل2). وبلغ عدد الوحدات السكنية 3,631 وحدة بمتوسط كثافة قدره 907.8 لكل كيلومتر مربع (2,351.2/ميل2).
وتوزع التركيب العرقي للمنطقة السكنية بنسبة 67% من البيض و13.31% من الأمريكيين الأفارقة و0.39% من الأمريكيين الأصليين و8.66% من الأمريكيين ذوي الأصول الآسيوية و0.07% من سكان جزر المحيط الهادئ و6.33% من الأعراق الأخرى و4.24% من عرقين مختلطين أو أكثر و15.08% من الهسبانيون أو اللاتينيون من أي عرق.
بلغ عدد الأسر 3,527 أسرة كانت نسبة 28.4% منها لديها أطفال تحت سن الثامنة عشر تعيش معهم، وبلغت نسبة الأزواج القاطنين مع بعضهم البعض 47.8% من أصل المجموع الكلي للأسر، ونسبة 11% من الأسر كان لديها معيلات من الإناث دون وجود شريك، بينما كانت نسبة 3.5% من الأسر لديها معيلون من الذكور دون وجود شريكة وكانت نسبة 37.7% من غير العائلات. تألفت نسبة 29.8% من أصل جميع الأسر من عدة أفراد يعيشون في نفس المنزل ونسبة 10.9% كانت تتألف من شخص يعيش بمفرده يبلغ من العمر 65 عاماً أو أكثر. وبلغ متوسط حجم الأسرة المعيشية 2.47، أما متوسط حجم العائلات فبلغ 3.07.
بلغ العمر الوسطي للسكان 39.4 عاماً. وكانت نسبة 20.4% من القاطنين تحت سن الثامنة عشر، وكانت نسبة 6.1% بين الثامنة عشر والرابعة والعشرين عاماً، ونسبة 32.2% كانت واقعةً في الفئة العمرية ما بين الخامسة والعشرين والرابعة والأربعين عاماً، ونسبة 23.4% كانت ما بين الخامسة والأربعين والرابعة والستين، ونسبة 15.2% كانت ضمن فئة الخامسة والستين عاماً فما فوق. يوجد لكل 100 أنثى 92.1 ذكر، ويوجد لكل 100 أنثى في الثامنة عشر من عمرها فما فوق 87.4 ذكر.
بلغ متوسط دخل الأسرة في المنطقة السكنية 65,144 دولارًا، أما متوسط دخل العائلة فبلغ 75,554 دولارًا. وكان متوسط دخل الذكور 46,631 دولارًا مقابل 40,609 دولارًا للإناث. وسجل دخل الفرد الخاص بالمنطقة السكنية 28,816 دولارًا. وكانت نسبة 3.7% من العائلات ونسبة 6.3% من السكان تحت خط الفقر، وكان من هؤلاء نسبة 9% تحت سن الثامنة عشر ونسبة 8.1% في الخامسة والستين من العمر وما فوق.

### تعداد عام 2010
بلغ عدد سكان نورث كينسينغتون 9,514 نسمة بحسب تعداد عام 2010، وبلغ عدد الأسر 3,581 أسرة وعدد العائلات 2,260 عائلة مقيمة في المنطقة السكنية. في حين سجلت الكثافة السكانية 2,378.5 نسمة لكل كيلومتر مربع (6,160.3/ميل2). وبلغ عدد الوحدات السكنية 3,771 وحدة بمتوسط كثافة قدره 942.8 لكل كيلومتر مربع (2,441.8/ميل2).
وتوزع التركيب العرقي للمنطقة السكنية بنسبة 62.42% من البيض و12.52% من الأمريكيين الأفارقة و0.56% من الأمريكيين الأصليين و10.08% من الأمريكيين ذوي الأصول الآسيوية و0.02% من سكان جزر المحيط الهادئ و8.94% من الأعراق الأخرى و5.46% من عرقين مختلطين أو أكثر و22.07% من الهسبانيون أو اللاتينيون من أي عرق.
بلغ عدد الأسر 3,581 أسرة كانت نسبة 32.3% منها لديها أطفال تحت سن الثامنة عشر تعيش معهم، وبلغت نسبة الأزواج القاطنين مع بعضهم البعض 46.7% من أصل المجموع الكلي للأسر، ونسبة 12.2% من الأسر كان لديها معيلات من الإناث دون وجود شريك، بينما كانت نسبة 4.1% من الأسر لديها معيلون من الذكور دون وجود شريكة وكانت نسبة 36.9% من غير العائلات. تألفت نسبة 29% من أصل جميع الأسر من عدة أفراد يعيشون في نفس المنزل ونسبة 10.9% كانت تتألف من شخص يعيش بمفرده يبلغ من العمر 65 عاماً أو أكثر. وبلغ متوسط حجم الأسرة المعيشية 2.61، أما متوسط حجم العائلات فبلغ 3.17.
بلغ العمر الوسطي للسكان 39.8 عاماً. وكانت نسبة 21.7% من القاطنين تحت سن الثامنة عشر، وكانت نسبة 7% بين الثامنة عشر والرابعة والعشرين عاماً، ونسبة 29.5% كانت واقعةً في الفئة العمرية ما بين الخامسة والعشرين والرابعة والأربعين عاماً، ونسبة 28% كانت ما بين الخامسة والأربعين والرابعة والستين، ونسبة 13.8% كانت ضمن فئة الخامسة والستين عاماً فما فوق. وتوزع التركيب الجنسي للسكان بنسبة 47.6% ذكور و52.4% إناث.